# South Plainfield
South Plainfield é um distrito localizado no estado americano de Nova Jérsei, no Condado de Middlesex.

## Demografia
Segundo o censo americano de 2000, a sua população era de 21.810 habitantes.
Em 2006, foi estimada uma população de 22.795, um aumento de 985 (4.5%).

## Geografia
De acordo com o United States Census Bureau tem uma área de
21,7 km², dos quais 21,6 km² cobertos por terra e 0,1 km² cobertos por água.

## Localidades na vizinhança
O diagrama seguinte representa as localidades num raio de 8 km ao redor de South Plainfield.